# Saint-Joseph-de-Beauce
Saint-Joseph-de-Beauce es una ciudad de la provincia de Quebec en Canadá. Está ubicada en el municipio regional de condado de Robert-Cliche y a su vez, en la región administrativa de Chaudière-Appalaches.

## Geografía
Saint-Joseph-de-Beauce se encuentra ubicada en las coordenadas 46°18′00″N 70°53′00″O / 46.30000, -70.88333. Según Statistics Canada, tiene una superficie total de 110,87 km² y es una de las 1135 municipalidades en las que está dividido administrativamente el territorio de la provincia de Quebec.

## Política
Saint-Joseph-de-Beauce forma parte de las circunscripciones electorales de Beauce-Nord a nivel provincial y de Beauce a nivel federal.

## Demografía
Según el censo de Canadá de 2011, había 4722 personas residiendo en esta ciudad con una densidad de población de 42,6 hab./km². Los datos del censo mostraron que de las 4454 personas censadas en 2006, en 2011 hubo un aumento poblacional de 268 habitantes (6%). El número total de inmuebles particulares resultó de 2020 con una densidad de 18,22 inmuebles por km². El número total de viviendas particulares que se encontraban ocupadas por residentes habituales fue de 1974.
Evolución de la población total, Saint-Joseph-de-Beauce, 1991-2015